# Heliport Qeqertarsuaq

i7
i11
i13
Der Heliport Qeqertarsuaq (ICAO-Code: BGGN) ist ein Hubschrauberlandeplatz in Qeqertarsuaq im westlichen Grönland.

## Lage und Ausstattung
Der Heliport liegt etwas nordöstlich der Stadt, liegt auf einer Höhe von 9 Fuß und hat eine asphaltierte 20 × 20 m große quadratische Landefläche.

## Fluggesellschaften und Ziele
Der Heliport wird von Air Greenland bedient, welche saisonale regelmäßige Flüge zum Flughafen Aasiaat und zum Flughafen Ilulissat anbietet.